# Atak z odsłony
|   | a | b | c | d | e | f | g | h |   |
| 8 | a8 – Czarny król · f6 – Czarny hetman · h6 – Czarny goniec · h5 – Czarny pionek · a3 – Biały goniec · a2 – Biały hetman · b2 – Biały pionek · h1 – Biały król | a8 – Czarny król · f6 – Czarny hetman · h6 – Czarny goniec · h5 – Czarny pionek · a3 – Biały goniec · a2 – Biały hetman · b2 – Biały pionek · h1 – Biały król | a8 – Czarny król · f6 – Czarny hetman · h6 – Czarny goniec · h5 – Czarny pionek · a3 – Biały goniec · a2 – Biały hetman · b2 – Biały pionek · h1 – Biały król | a8 – Czarny król · f6 – Czarny hetman · h6 – Czarny goniec · h5 – Czarny pionek · a3 – Biały goniec · a2 – Biały hetman · b2 – Biały pionek · h1 – Biały król | a8 – Czarny król · f6 – Czarny hetman · h6 – Czarny goniec · h5 – Czarny pionek · a3 – Biały goniec · a2 – Biały hetman · b2 – Biały pionek · h1 – Biały król | a8 – Czarny król · f6 – Czarny hetman · h6 – Czarny goniec · h5 – Czarny pionek · a3 – Biały goniec · a2 – Biały hetman · b2 – Biały pionek · h1 – Biały król | a8 – Czarny król · f6 – Czarny hetman · h6 – Czarny goniec · h5 – Czarny pionek · a3 – Biały goniec · a2 – Biały hetman · b2 – Biały pionek · h1 – Biały król | a8 – Czarny król · f6 – Czarny hetman · h6 – Czarny goniec · h5 – Czarny pionek · a3 – Biały goniec · a2 – Biały hetman · b2 – Biały pionek · h1 – Biały król | 8 |
| 7 | a8 – Czarny król · f6 – Czarny hetman · h6 – Czarny goniec · h5 – Czarny pionek · a3 – Biały goniec · a2 – Biały hetman · b2 – Biały pionek · h1 – Biały król | a8 – Czarny król · f6 – Czarny hetman · h6 – Czarny goniec · h5 – Czarny pionek · a3 – Biały goniec · a2 – Biały hetman · b2 – Biały pionek · h1 – Biały król | a8 – Czarny król · f6 – Czarny hetman · h6 – Czarny goniec · h5 – Czarny pionek · a3 – Biały goniec · a2 – Biały hetman · b2 – Biały pionek · h1 – Biały król | a8 – Czarny król · f6 – Czarny hetman · h6 – Czarny goniec · h5 – Czarny pionek · a3 – Biały goniec · a2 – Biały hetman · b2 – Biały pionek · h1 – Biały król | a8 – Czarny król · f6 – Czarny hetman · h6 – Czarny goniec · h5 – Czarny pionek · a3 – Biały goniec · a2 – Biały hetman · b2 – Biały pionek · h1 – Biały król | a8 – Czarny król · f6 – Czarny hetman · h6 – Czarny goniec · h5 – Czarny pionek · a3 – Biały goniec · a2 – Biały hetman · b2 – Biały pionek · h1 – Biały król | a8 – Czarny król · f6 – Czarny hetman · h6 – Czarny goniec · h5 – Czarny pionek · a3 – Biały goniec · a2 – Biały hetman · b2 – Biały pionek · h1 – Biały król | a8 – Czarny król · f6 – Czarny hetman · h6 – Czarny goniec · h5 – Czarny pionek · a3 – Biały goniec · a2 – Biały hetman · b2 – Biały pionek · h1 – Biały król | 7 |
| 6 | a8 – Czarny król · f6 – Czarny hetman · h6 – Czarny goniec · h5 – Czarny pionek · a3 – Biały goniec · a2 – Biały hetman · b2 – Biały pionek · h1 – Biały król | a8 – Czarny król · f6 – Czarny hetman · h6 – Czarny goniec · h5 – Czarny pionek · a3 – Biały goniec · a2 – Biały hetman · b2 – Biały pionek · h1 – Biały król | a8 – Czarny król · f6 – Czarny hetman · h6 – Czarny goniec · h5 – Czarny pionek · a3 – Biały goniec · a2 – Biały hetman · b2 – Biały pionek · h1 – Biały król | a8 – Czarny król · f6 – Czarny hetman · h6 – Czarny goniec · h5 – Czarny pionek · a3 – Biały goniec · a2 – Biały hetman · b2 – Biały pionek · h1 – Biały król | a8 – Czarny król · f6 – Czarny hetman · h6 – Czarny goniec · h5 – Czarny pionek · a3 – Biały goniec · a2 – Biały hetman · b2 – Biały pionek · h1 – Biały król | a8 – Czarny król · f6 – Czarny hetman · h6 – Czarny goniec · h5 – Czarny pionek · a3 – Biały goniec · a2 – Biały hetman · b2 – Biały pionek · h1 – Biały król | a8 – Czarny król · f6 – Czarny hetman · h6 – Czarny goniec · h5 – Czarny pionek · a3 – Biały goniec · a2 – Biały hetman · b2 – Biały pionek · h1 – Biały król | a8 – Czarny król · f6 – Czarny hetman · h6 – Czarny goniec · h5 – Czarny pionek · a3 – Biały goniec · a2 – Biały hetman · b2 – Biały pionek · h1 – Biały król | 6 |
| 5 | a8 – Czarny król · f6 – Czarny hetman · h6 – Czarny goniec · h5 – Czarny pionek · a3 – Biały goniec · a2 – Biały hetman · b2 – Biały pionek · h1 – Biały król | a8 – Czarny król · f6 – Czarny hetman · h6 – Czarny goniec · h5 – Czarny pionek · a3 – Biały goniec · a2 – Biały hetman · b2 – Biały pionek · h1 – Biały król | a8 – Czarny król · f6 – Czarny hetman · h6 – Czarny goniec · h5 – Czarny pionek · a3 – Biały goniec · a2 – Biały hetman · b2 – Biały pionek · h1 – Biały król | a8 – Czarny król · f6 – Czarny hetman · h6 – Czarny goniec · h5 – Czarny pionek · a3 – Biały goniec · a2 – Biały hetman · b2 – Biały pionek · h1 – Biały król | a8 – Czarny król · f6 – Czarny hetman · h6 – Czarny goniec · h5 – Czarny pionek · a3 – Biały goniec · a2 – Biały hetman · b2 – Biały pionek · h1 – Biały król | a8 – Czarny król · f6 – Czarny hetman · h6 – Czarny goniec · h5 – Czarny pionek · a3 – Biały goniec · a2 – Biały hetman · b2 – Biały pionek · h1 – Biały król | a8 – Czarny król · f6 – Czarny hetman · h6 – Czarny goniec · h5 – Czarny pionek · a3 – Biały goniec · a2 – Biały hetman · b2 – Biały pionek · h1 – Biały król | a8 – Czarny król · f6 – Czarny hetman · h6 – Czarny goniec · h5 – Czarny pionek · a3 – Biały goniec · a2 – Biały hetman · b2 – Biały pionek · h1 – Biały król | 5 |
| 4 | a8 – Czarny król · f6 – Czarny hetman · h6 – Czarny goniec · h5 – Czarny pionek · a3 – Biały goniec · a2 – Biały hetman · b2 – Biały pionek · h1 – Biały król | a8 – Czarny król · f6 – Czarny hetman · h6 – Czarny goniec · h5 – Czarny pionek · a3 – Biały goniec · a2 – Biały hetman · b2 – Biały pionek · h1 – Biały król | a8 – Czarny król · f6 – Czarny hetman · h6 – Czarny goniec · h5 – Czarny pionek · a3 – Biały goniec · a2 – Biały hetman · b2 – Biały pionek · h1 – Biały król | a8 – Czarny król · f6 – Czarny hetman · h6 – Czarny goniec · h5 – Czarny pionek · a3 – Biały goniec · a2 – Biały hetman · b2 – Biały pionek · h1 – Biały król | a8 – Czarny król · f6 – Czarny hetman · h6 – Czarny goniec · h5 – Czarny pionek · a3 – Biały goniec · a2 – Biały hetman · b2 – Biały pionek · h1 – Biały król | a8 – Czarny król · f6 – Czarny hetman · h6 – Czarny goniec · h5 – Czarny pionek · a3 – Biały goniec · a2 – Biały hetman · b2 – Biały pionek · h1 – Biały król | a8 – Czarny król · f6 – Czarny hetman · h6 – Czarny goniec · h5 – Czarny pionek · a3 – Biały goniec · a2 – Biały hetman · b2 – Biały pionek · h1 – Biały król | a8 – Czarny król · f6 – Czarny hetman · h6 – Czarny goniec · h5 – Czarny pionek · a3 – Biały goniec · a2 – Biały hetman · b2 – Biały pionek · h1 – Biały król | 4 |
| 3 | a8 – Czarny król · f6 – Czarny hetman · h6 – Czarny goniec · h5 – Czarny pionek · a3 – Biały goniec · a2 – Biały hetman · b2 – Biały pionek · h1 – Biały król | a8 – Czarny król · f6 – Czarny hetman · h6 – Czarny goniec · h5 – Czarny pionek · a3 – Biały goniec · a2 – Biały hetman · b2 – Biały pionek · h1 – Biały król | a8 – Czarny król · f6 – Czarny hetman · h6 – Czarny goniec · h5 – Czarny pionek · a3 – Biały goniec · a2 – Biały hetman · b2 – Biały pionek · h1 – Biały król | a8 – Czarny król · f6 – Czarny hetman · h6 – Czarny goniec · h5 – Czarny pionek · a3 – Biały goniec · a2 – Biały hetman · b2 – Biały pionek · h1 – Biały król | a8 – Czarny król · f6 – Czarny hetman · h6 – Czarny goniec · h5 – Czarny pionek · a3 – Biały goniec · a2 – Biały hetman · b2 – Biały pionek · h1 – Biały król | a8 – Czarny król · f6 – Czarny hetman · h6 – Czarny goniec · h5 – Czarny pionek · a3 – Biały goniec · a2 – Biały hetman · b2 – Biały pionek · h1 – Biały król | a8 – Czarny król · f6 – Czarny hetman · h6 – Czarny goniec · h5 – Czarny pionek · a3 – Biały goniec · a2 – Biały hetman · b2 – Biały pionek · h1 – Biały król | a8 – Czarny król · f6 – Czarny hetman · h6 – Czarny goniec · h5 – Czarny pionek · a3 – Biały goniec · a2 – Biały hetman · b2 – Biały pionek · h1 – Biały król | 3 |
| 2 | a8 – Czarny król · f6 – Czarny hetman · h6 – Czarny goniec · h5 – Czarny pionek · a3 – Biały goniec · a2 – Biały hetman · b2 – Biały pionek · h1 – Biały król | a8 – Czarny król · f6 – Czarny hetman · h6 – Czarny goniec · h5 – Czarny pionek · a3 – Biały goniec · a2 – Biały hetman · b2 – Biały pionek · h1 – Biały król | a8 – Czarny król · f6 – Czarny hetman · h6 – Czarny goniec · h5 – Czarny pionek · a3 – Biały goniec · a2 – Biały hetman · b2 – Biały pionek · h1 – Biały król | a8 – Czarny król · f6 – Czarny hetman · h6 – Czarny goniec · h5 – Czarny pionek · a3 – Biały goniec · a2 – Biały hetman · b2 – Biały pionek · h1 – Biały król | a8 – Czarny król · f6 – Czarny hetman · h6 – Czarny goniec · h5 – Czarny pionek · a3 – Biały goniec · a2 – Biały hetman · b2 – Biały pionek · h1 – Biały król | a8 – Czarny król · f6 – Czarny hetman · h6 – Czarny goniec · h5 – Czarny pionek · a3 – Biały goniec · a2 – Biały hetman · b2 – Biały pionek · h1 – Biały król | a8 – Czarny król · f6 – Czarny hetman · h6 – Czarny goniec · h5 – Czarny pionek · a3 – Biały goniec · a2 – Biały hetman · b2 – Biały pionek · h1 – Biały król | a8 – Czarny król · f6 – Czarny hetman · h6 – Czarny goniec · h5 – Czarny pionek · a3 – Biały goniec · a2 – Biały hetman · b2 – Biały pionek · h1 – Biały król | 2 |
| 1 | a8 – Czarny król · f6 – Czarny hetman · h6 – Czarny goniec · h5 – Czarny pionek · a3 – Biały goniec · a2 – Biały hetman · b2 – Biały pionek · h1 – Biały król | a8 – Czarny król · f6 – Czarny hetman · h6 – Czarny goniec · h5 – Czarny pionek · a3 – Biały goniec · a2 – Biały hetman · b2 – Biały pionek · h1 – Biały król | a8 – Czarny król · f6 – Czarny hetman · h6 – Czarny goniec · h5 – Czarny pionek · a3 – Biały goniec · a2 – Biały hetman · b2 – Biały pionek · h1 – Biały król | a8 – Czarny król · f6 – Czarny hetman · h6 – Czarny goniec · h5 – Czarny pionek · a3 – Biały goniec · a2 – Biały hetman · b2 – Biały pionek · h1 – Biały król | a8 – Czarny król · f6 – Czarny hetman · h6 – Czarny goniec · h5 – Czarny pionek · a3 – Biały goniec · a2 – Biały hetman · b2 – Biały pionek · h1 – Biały król | a8 – Czarny król · f6 – Czarny hetman · h6 – Czarny goniec · h5 – Czarny pionek · a3 – Biały goniec · a2 – Biały hetman · b2 – Biały pionek · h1 – Biały król | a8 – Czarny król · f6 – Czarny hetman · h6 – Czarny goniec · h5 – Czarny pionek · a3 – Biały goniec · a2 – Biały hetman · b2 – Biały pionek · h1 – Biały król | a8 – Czarny król · f6 – Czarny hetman · h6 – Czarny goniec · h5 – Czarny pionek · a3 – Biały goniec · a2 – Biały hetman · b2 – Biały pionek · h1 – Biały król | 1 |
|   | a | b | c | d | e | f | g | h |   |

Atak z odsłony, odkryty atak – atak polegający na odsłonięciu drogi jednej bierki szachowej przez wykonanie ruchu inną. Szczególną formą tego ataku jest szach z odsłony (celem jest wówczas król). 
Ataki z odsłony mogą być bardzo groźne, gdyż przestawiona bierka może stworzyć zagrożenie niezależnie od stwarzanego przez bierkę odsłanianą. Skuteczność tej taktyki polega na tym, że przeciwnik zwykle nie jest w stanie odeprzeć dwóch zagrożeń równocześnie.
Na diagramie pokazano przykład ataku z odsłony, w wyniku którego białe zdobywają hetmana: 1. Ge7+